# Feuersteinminen von Jablines-Le haut château
| QS Vor- und Frühgeschichte | Dieser Artikel wurde aufgrund von inhaltlichen Mängeln auf der Qualitätssicherungsseite des WikiProjekts Vor- und Frühgeschichte eingetragen. Dies geschieht, um die Qualität der Artikel aus diesem Themengebiet auf ein akzeptables Niveau zu bringen. Bitte hilf mit, die inhaltlichen Mängel dieses Artikels zu beseitigen, und beteilige dich bitte an der Diskussion! |  |

Die Feuersteinminen von Jablines-Le haut château im Département Seine-et-Marne, Region Île-de-France in Frankreich, wurden im Jahre 1904 entdeckt und 1989 im Zuge der archäologischen Untersuchung einer westlich des Ortes verlaufenden TGV-Trasse erforscht. 
Der Fundplatz in der Gemarkung „Le haut château“ ist eines der größten unter den etwa 100 bekannten neolithischen Feuersteinbergwerken in Europa. Der Standort nahe der Marne umfasst auf rund 15 Hektar mehr als 3000 Schächte von zwei bis sieben Metern Tiefe (davon 766 freigelegt und 58 erforscht) und eine Anzahl von Schlagplätzen. 
Die C-14-Datierungen zeigen den Betrieb der Minen zwischen 4300 und 3500 v. Chr. während des Chasséen bzw. der Michelsberger Kultur an. Funde von Keramikscherben der Cerny-Kultur könnten auf eine frühere Nutzungsphase hinweisen, die aber nicht ergraben werden konnte.
Die Fundstätte ist unter der Bezeichnung „Gisement archéologique du Haut Château“ seit 1989 als Monument historique geschützt.